# Gyula Németh (Turkologe)
Gyula Németh (ungarisch: Németh Gyula, in deutscher Version: Julius Németh) (* 2. November 1890 in Karcag, Königreich Ungarn; † 14. Dezember 1976 in Karcag Volksrepublik Ungarn) war ein ungarischer Linguist und Turkologe.

## Leben
Nemeth schloss 1909 das Eötvös Kollégium in Budapest ab. Ab 1913 wurden einige seiner Arbeiten zur türkischen Sprache in Berlin und Leipzig in deutscher Sprache veröffentlicht. Von 1920 bis 1943 arbeitete er am Kõrösi Csoma Archiv. Ab 1951 war er Mitarbeiter der Budapester Zeitschrift Acta Linguistica.
Nemeth war Mitglied der Ungarischen Akademie der Wissenschaften, seit 1955 korrespondierendes und ab 1969 auswärtiges Mitglied der Deutschen Akademie der Wissenschaften zu Berlin sowie seit 1958 korrespondierendes Mitglied der Sächsischen Akademie der Wissenschaften.

## Preise und Auszeichnungen
- 1937: Corvin-Krone
- 1948: Kossuth-Preis

## Veröffentlichungen in deutscher Sprache
- Julius Németh: Türkisches Lesebuch mit Glossar: Volksdichtung und moderne Literatur, Göschen, Berlin/Leipzig 1916.
- Julius Németh: Türkische Grammatik. Göschen, Berlin/Leipzig 1917.
- Julius Németh: Türkisches Übungsbuch für Anfänger. Göschen, Berlin/Leipzig 1917.
- Julius Németh: Türkisch-deutsches Gesprächsbuch. Göschen, Berlin/Leipzig 1917.
- Julius Németh: Die Inschriften des Schatzes aus Nagy-Szent-Miklós, mit zwei Anhängen: Die Sprache der Petschenegen und Kumanen. Körösi Csoma-Gesellschaft, Budapest/Harrassowitz, Leipzig 1932.
- Die türkischen Texte des Valentin Balassa. Budapest 1953.
- Julius Németh: Zur Einteilung der türkischen Mundarten Bulgariens. Bulgarische Akademie der Wissenschaften, Sofia 1956.
- Julius Németh: Eine Wörterliste der Jassen, der ungarischen Alanen. Akademie-Verlag, (Ost-)Berlin 1959.
- Julius Németh: Die türkische Sprache in Ungarn im siebzehnten Jahrhundert. Akadémiai Kiadó, Budapest und B. R. Grüner, Amsterdam 1970.
- Kleiner Fremdenführer durch Ungarn. Pannonia, Budapest 1965.
- Die Türken von Vidin. Budapest 1965.
- Ungarische Stammesnamen bei den Baschkiren. Acta Linguistica, Bd. 16 (1–2), Budapest 1966 und in Ufa, Baschkirische Autonome Sozialistische Sowjetrepublik 1971 in Archeologija i Etnografija Baschkirii.
- Ungarn, Reiseführer; Ausgabe für die DDR. Corvina-Verlag, Budapest 1972.

## Veröffentlichungen in ungarischer Sprache
- Attila és hiujai, Akadémiai Kiadó, Budapest 1986, ISBN 963-05-4333-8.

## Festschrift zu Ehren Némeths
- Herausgeber: Gyula Káldy-Nagy: Hungaro-Turcica: Studies in Honour of Julius Németh, Loránd-Eötvös-Universität, Budapest 1976, ISBN 963-461-058-7.